# لكنوساوات
اللكنوساوات (الاسم العلمي: Lachninae) هي أسرة من الحشرات تتبع فصيلة المنية من الرتبة متشابهات الأجنحة.

## قبائل اللكنوساوات
تضم هذه الأسرة من المنيات ثلاثة قبائل هي:
- القبيلة اللكنوساوية (الاسم العلمي:Lachnini)
- القبيلة اللكنوساوية الحقيقية (الاسم العلمي:Eulachnini)
- القبيلة التراماوية (الاسم العلمي:Tramini)

## أجناس اللكنوساوات
- اللکنوس
- السينارة